# Radio 1’s Big Weekend
Radio 1’s Big Weekend — (ранее известен как One Big Weekend, а в 2012 году как Radio 1’s Hackney Weekend) музыкальный фестиваль, организованный BBC Radio 1. Проводится раз в год на территории Великобритании. Является одним из самых больших бесплатных музыкальных фестивалей в Европе и включает в себя целый ряд новых исполнителей.

## Участники Radio 1’s Big Weekend

### 2005 Radio 1’s Big Weekend
- 7-8 мая
- Хедлайнеры: Foo Fighters, Kasabian, The Black Eyed Peas, Gwen Stefani

### 2006 Radio 1’s Big Weekend
- 13-14 мая
- Хедлайнеры: Paolo Nutini, Corinne Bailey Rae, The Feeling, Sugababes

### 2007 Radio 1’s Big Weekend
- 19-20 мая
- Хедлайнеры: Scissor Sisters, Razorlight, Kasabian, Kaiser Chiefs, Stereophonics, Mika

### 2008 Radio 1’s Big Weekend
- 10-11 мая
- Хедлайнеры: Madonna, Usher, The Kooks, Nelly, The Fratellis

### 2009 Radio 1’s Big Weekend
- 9-10 мая
- Хедлайнеры: Snow Patrol, Kasabian, Dizzee Rascal, The Prodigy, Lily Allen, Ne-Yo[1]

### 2010 Radio 1’s Big Weekend
- 22-23 мая
- Хедлайнеры: Florence + the Machine, Dizzee Rascal, Alicia Keys, Pendulum, Rihanna, Biffy Clyro[2]

### 2011 Radio 1’s Big Weekend
- 14-15 мая
- Хедлайнеры: Foo Fighters, The Black Eyed Peas, Tinie Tempah, Lady Gaga, My Chemical Romance, Taio Cruz[3]

### 2012 Radio 1’s Hackney Weekend
- 23-24 мая
- Хедлайнеры: Jay-Z, Jessie J, Rihanna, Sean Paul, Jack White, Swedish House Mafia, Chase & Status, Nas, David Guetta[4]